# Krupy (województwo zachodniopomorskie)

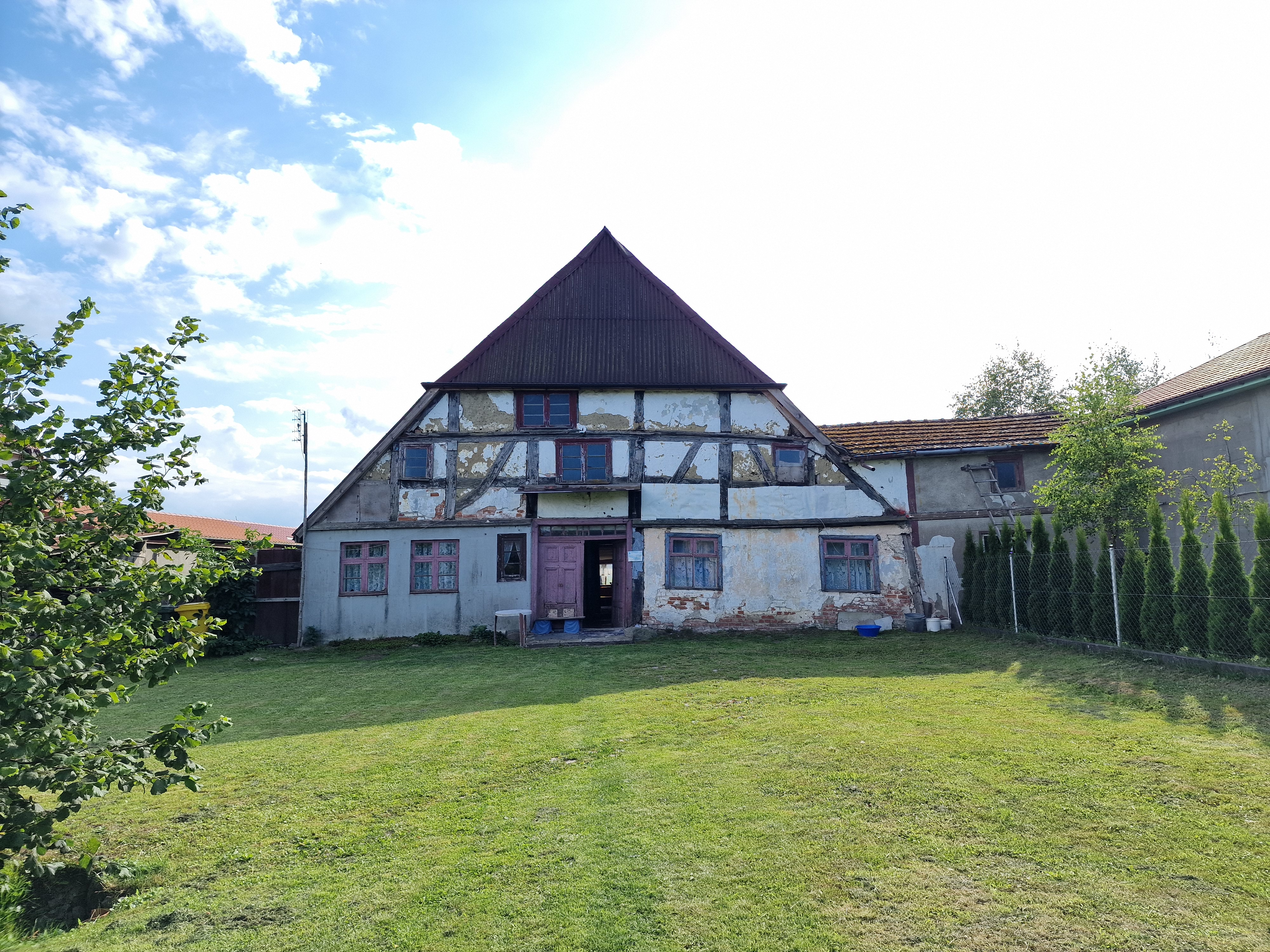
Zabytkowa chałupa na wzorze saskim (2023)

Kościół MB Ostrobramskiej w Krupach

Krupy (do 1945 niem. Grupenhagen) – wieś w północno-zachodniej Polsce, położona w województwie zachodniopomorskim, w powiecie sławieńskim, w gminie Darłowo przy drodze wojewódzkiej nr 205. 
Według danych z 28 września 2009 roku Krupy miały 367 stałych mieszkańców.
Przy południowej części wsi przepływa struga Krupianka.

## Historia
W latach 1954–1968 wieś należała i była siedzibą władz gromady Krupy, po jej zniesieniu w gromadzie Darłowo. W latach 1950–1957, 1957-1975 i 1975-1998 miejscowość położona była w województwie koszalińskim.
11 sierpnia 2011 na miejscowym cmentarzu pochowany został były wicepremier i lider Samoobrony Andrzej Lepper. W uroczystościach pogrzebowych o charakterze państwowym wzięli udział m.in. były prezydent Lech Wałęsa, a także ambasador Republiki Białorusi w RP Wiktar Hajsionak.

## Zabytki
Lista zabytków we wsi Krupy:
- kościół filialny pw. MB Ostrobramskiej, gotycki z końca XIV wieku, przebudowany na przełomie XIX/XX wieku, trzykondygnacyjna wieża żłobiona podłużnymi blendami. Wyposażenie częściowo zabytkowe, gotycka grupa Ukrzyżowanie, barokowy ołtarz i ambona[7],
- cmentarz przykościelny,
- zagroda nr 26, obejmująca: szachulcowy dom z 1. ćw. XVIII wieku, przebudowany na początku XIX wieku i na przełomie XIX/XX wieku; szachulcowy budynek bramny z 1812 roku,
- zagroda nr 28, obejmująca: murowany dom, dawniej szachulcowy z 1837 roku; murowano-szachulcowy budynek bramny z 1819 roku; szachulcowa stodoła z 1810 roku; szachulcowa piekarnia z 1. ćwierćwiecza XIX.

## Szlaki turystyczne
- Szlak Zabytków Średniowiecza polecany dla rowerzystów i turystów zmotoryzowanych.
- Krupy leżą na odcinku Szlaku Cystersów w Gminie Darłowo.

## Społeczność
Gmina Darłowo utworzyła jednostkę pomocniczą sołectwo Krupy, obejmujące jedynie miejscowość Krupy. Mieszkańcy wsi wybierają na zebraniu wiejskim sołtysa i radę sołecką, która składa się z minimum 5 członków.